# Grammy Awards 1988
Am 2. März 1988 feierte die Verleihung des Grammy 30. Jubiläum.
In 71 Kategorien aus 23 Feldern wurden die Grammy Awards 1988 vergeben. Ausgezeichnet wurden musikalische Leistungen, die zwischen Oktober 1986 und September 1987 veröffentlicht wurden.

## Hauptkategorien
Single des Jahres (Record of the Year):
- Graceland von Paul Simon

Album des Jahres (Album of the Year):
- The Joshua Tree von U2

Song des Jahres (Song of the Year):
- Somewhere Out There von Linda Ronstadt & James Ingram (Autoren: Barry Mann, Cynthia Weil, James Horner)

Bester neuer Künstler (Best New Artist):
- Jody Watley

## Pop
Beste weibliche Gesangsdarbietung – Pop (Best Pop Vocal Performance, Female):
- I Wanna Dance with Somebody (Who Loves Me) von Whitney Houston

Beste männliche Gesangsdarbietung – Pop (Best Pop Vocal Performance, Male):
- Bring on the Night von Sting

Beste Darbietung eines Duos oder einer Gruppe mit Gesang – Pop (Best Pop Performance By A Duo Or Group With Vocals):
- (I’ve Had) The Time of My Life von Bill Medley & Jennifer Warnes

Beste Instrumentaldarbietung – Pop (Best Pop Instrumental Performance, Orchestra, Group Or Soloist):
- Minute by Minute von Larry Carlton

## Rock
Beste Solo-Gesangsdarbietung – Rock (Best Rock Vocal Performance, Solo):
- Tunnel of Love von Bruce Springsteen

Beste Darbietung eines Duos oder einer Gruppe mit Gesang – Rock (Best Rock Performance By A Duo Or Group With Vocals):
- The Joshua Tree von U2

Beste Darbietung eines Rockinstrumentals (Best Rock Instrumental Performance):
- Jazz from Hell von Frank Zappa

## Rhythm & Blues
Beste weibliche Gesangsdarbietung – R&B (Best R&B Vocal Performance, Female):
- Aretha von Aretha Franklin

Beste männliche Gesangsdarbietung – R&B (Best R&B Vocal Performance, Male):
- Just to See Her von Smokey Robinson

Beste Darbietung eines Duos oder einer Gruppe mit Gesang – Pop (Best R&B Performance By A Duo Or Group With Vocals):
- I Knew You Were Waiting (For Me) von Aretha Franklin & George Michael

Beste Instrumentaldarbietung – R&B (Best R&B Instrumental Performance, Orchestra, Group Or Soloist):
- Chicago Song von David Sanborn

Bester R&B-Song (Best R&B Song):
- Lean on Me von Club Nouveau (Autor: Bill Withers)

## Country
Beste weibliche Gesangsdarbietung – Country (Best Country Vocal Performance, Female):
- 80’s Ladies von K. T. Oslin

Beste männliche Gesangsdarbietung – Country (Best Country Vocal Performance, Male):
- Always & Forever von Randy Travis

Beste Countrydarbietung eines Duos oder einer Gruppe mit Gesang (Best Country Performance By A Duo Or Group With Vocal):
- Trio von Emmylou Harris, Dolly Parton & Linda Ronstadt

Beste Countrygesangsdarbietung als Duett (Best Country Vocal Collaboration, Duet):
- Make No Mistake, She’s Mine von Ronnie Milsap & Kenny Rogers

Bestes Darbietung eines Countryinstrumentals (Orchester, Gruppe oder Solist) (Best Country Instrumental Performance – Orchestra, Group Or Soloist):
- String Of Pars von Asleep at the Wheel

Bester Countrysong (Best Country Song):
- Forever And Ever, Amen von Randy Travis (Autoren: Paul Overstreet, Don Schlitz)

## New Age
Beste New-Age-Darbietung (Best New Age Performance):
- Yusef Lateef’s Little Symphony von Yusef Lateef

## Jazz
Beste Jazz-Gesangsdarbietung, weiblich (Best Jazz Vocal Performance, Female):
- Diane Schuur & The Count Basie Orchestra von Diane Schuur

Beste Jazz-Gesangsdarbietung, männlich (Best Jazz Vocal Performance, Male):
- What Is This Thing Called Love von Bobby McFerrin

Beste Jazz-Instrumentaldarbietung, Solist (Best Jazz Instrumental Performance, Soloist):
- The Other Side Of Round Midnight von Dexter Gordon

Beste Jazz-Instrumentaldarbietung, Gruppe (Best Jazz Instrumental Performance, Group):
- Marsalis Standard Time – Volume I von Wynton Marsalis

Beste Jazz-Instrumentaldarbietung, Big Band (Best Jazz Instrumental Performance, Big Band):
- Digital Duke von Mercer Ellington

Beste Jazz-Fusion-Darbietung, Gesang oder instrumental (Best Jazz Fusion Performance, Vocal Or Instrumental):
- Still Life (Talking) von der Pat Metheny Group

## Gospel
Beste weibliche Gospel-Darbietung (Best Gospel Performance, Female):
- I Believe In You von Deniece Williams

Beste männliche Gospel-Darbietung (Best Gospel Performance, Male):
- The Father Hath Provided von Larnelle Harris

Beste Gospel-Darbietung eines Duos, einer Gruppe oder eines Chors (Best Gospel Performance By A Duo Or Group, Choir Or Chorus):
- Crack The Sky von Mylon LeFevre & Broken Heart

Beste weibliche Soul-Gospel-Darbietung (Best Soul Gospel Performance, Female):
- For Always von CeCe Winans

Beste männliche Soul-Gospel-Darbietung (Best Soul Gospel Performance, Male):
- Everything’s Gonna Be Alright von Al Green

Beste Soul-Gospel-Darbietung eines Duos, einer Gruppe oder eines Chors (Best Soul Gospel Performance By A Duo Or Group, Choir Or Chorus):
- Ain’t No Need To Worry von Anita Baker & The Winans

## Latin
Beste Latin-Pop-Darbietung (Best Latin Pop Performance):
- Un hombre solo von Julio Iglesias

Beste Tropical-Latin-Darbietung (Best Tropical Latin Performance):
- La verdad – The Truth von Eddie Palmieri

Beste Mexican-American-Darbietung (Best Mexican-American Performance)
- Gracias! América sin fronteras von Los Tigres del Norte

## Blues
Beste traditionelle Blues-Aufnahme (Best Traditional Blues Recording):
- Houseparty New Orleans Style von Professor Longhair

Beste zeitgenössische Blues-Aufnahme (Best Contemporary Blues Recording):
- Strong Persuader von der Robert Cray Band

## Folk
Bestes traditionelles Folkalbum (Best Traditional Folk Album):
- Shaka Zulu von Ladysmith Black Mambazo

Beste zeitgenössische Folk-Aufnahme (Best Contemporary Folk Recording):
- Unfinished Business von Steve Goodman

## Reggae
Beste Reggae-Aufnahme (Best Reggae Recording):
- No Nuclear War von Peter Tosh

## Polka
Beste Polka-Aufnahme (Best Polka Recording):
- A Polka Just For Me von Jimmy Sturr

## Für Kinder
Beste Aufnahme für Kinder (Best Recording For Children):
- The Elephant’s Child von Bobby McFerrin (Produzenten: Bobby McFerrin, Tom Bradshaw, Mark Sottnick)

## Sprache
Beste gesprochene oder Nicht-Musik-Aufnahme (Best Spoken Word Or Non-Musical Recording):
- Lake Wobegon Days von Garrison Keillor

## Comedy
Beste Comedy-Aufnahme (Best Comedy Recording):
- A Night At The Met von Robin Williams

## Musical Show
Bestes Musical-Cast-Show-Album (Best Musical Cast Show Album):
- Les Misérables, Original-Broadwaybesetzung (Musik: Claude-Michel Schönberg; Text: Herbert Kretzmer; Produzenten: Alain Boublil, Claude-Michel Schönberg)

## Komposition / Arrangement
Beste Instrumentalkomposition (Best Instrumental Composition):
- Call Sheet Blues von verschiedenen Interpreten (Komponisten: Ron Carter, Herbie Hancock, Billy Higgins, Wayne Shorter)

Bester Song geschrieben speziell für Film oder Fernsehen (Best Song Written Specifically For A Motion Picture Or Television):
- Somewhere Out There von Linda Ronstadt & James Ingram (Autoren: Barry Mann, Cynthia Weil, James Horner)

Bestes Album mit instrumentaler Original-Hintergrundmusik geschrieben für Film oder Fernsehen (Best Album Of Original Instrumental Background Score Written For A Motion Picture Or For Television):
- The Untouchables von Ennio Morricone

Bestes Instrumentalarrangement (Best Arrangement On An Instrumental):
- Take the “A” Train von der Tonight Show Band mit Doc Severinsen (Arrangeur: Bill Holman)

Bestes Instrumentalarrangement mit Gesangsbegleitung (Best Instrumental Arrangement Accompanying Vocals):
- Deedles’ Blues von Diane Schuur und dem Count Basie Orchestra (Arrangeur: Frank Foster)

## Packages und Album-Begleittexte
Bestes Album-Paket (Best Album Package):
- King’s Record Shop von Rosanne Cash (Künstlerischer Leiter: Bill Johnson)

Bester Album-Begleittext (Best Album Notes):
- Thelonious Monk – The Complete Riverside Recordings von Thelonious Monk (Verfasser: Orrin Keepnews)

## Historische Aufnahmen
Bestes historisches Album (Best Historical Album):
- Thelonious Monk – The Complete Riverside Recordings von Thelonious Monk (Produzent: Orrin Keepnews)

## Produktion und Technik
Beste technische Aufnahme, ohne klassische Musik (Best Engineered Recording, Non-Classical):
- Bad von Michael Jackson (Technik: Bruce Swedien, Humberto Gatica)

Beste technische Klassikaufnahme (Best Engineered Recording, Classical):
- Fauré: Requiem / Duruflé: Requiem vom Atlanta Symphony Orchestra unter Leitung von Robert Shaw (Technik: Jack Renner)

Produzent des Jahres (ohne Klassik) (Producer Of The Year, Non-Classical):
- Narada Michael Walden

Klassik-Produzent des Jahres (Classical Producer Of The Year):
- Robert Woods

## Klassische Musik
Bestes Klassik-Album (Best Classical Album):
- Horowitz in Moskau von Vladimir Horowitz

Beste Orchesteraufnahme (Best Orchestral Recording):
- Beethoven: Symphonie Nr. 9 in D-Moll vom Chicago Symphony Orchestra unter Leitung von Georg Solti

Beste Opernaufnahme (Best Opera Recording):
- R. Strauss: Ariadne auf Naxos von Agnes Baltsa, Kathleen Battle, Gary Lakes, Hermann Prey, Anna Tomowa-Sintow und den Wiener Philharmonikern unter Leitung von James Levine

Beste Chor-Darbietung (ohne Oper) (Best Choral Performance other than opera):
- Hindemith: When Lilacs Last In The Dooryard Bloom’d (Flieder-Requiem) vom Atlanta Symphony Orchestra und Chor unter Leitung von Robert Shaw

Beste Soloinstrument-Darbietung mit Orchester (Best Classical Performance Instrumental Soloist(s) with Orchestra):
- Mozart: Violinkonzert Nr. 2 und 4 von Itzhak Perlman und den Wiener Philharmonikern unter Leitung von James Levine

Beste Soloinstrument-Darbietung ohne Orchester (Best Classical Performance Instrumental Soloist(s) without Orchestra):
- Horowitz in Moskau von Vladimir Horowitz

Beste Kammermusik-Darbietung (Best Chamber Music Performance):
- Beethoven: The Complete Piano Trios von Wladimir Aschkenasi, Lynn Harrell & Itzhak Perlman

Beste klassische Solo-Gesangsdarbietung (Best Classical Vocal Soloist Performance):
- Kathleen Battle – Salzburg Recital von Kathleen Battle

Beste zeitgenössische Komposition (Best Contemporary Composition):
- Cellokonzert Nr. 2 von Krzysztof Penderecki

## Musikvideo
Bestes Konzept-Musikvideo (Best Concept Music Video):
- Land Of Confusion von Genesis

Bestes Konzert-Musikvideo (Best Performance Music Video):
- The Prince’s Trust All-Star Rock Concert von verschiedenen Interpreten

## Special Merit Awards
Der Grammy Lifetime Achievement Award  und der Trustees Awardwurden nicht vergeben.